# Liste der Kellergassen in Nappersdorf-Kammersdorf
Die Liste der Kellergassen in Nappersdorf-Kammersdorf führt die Kellergassen in der niederösterreichischen Gemeinde Nappersdorf-Kammersdorf an.
| Foto |                 | Kellergasse  | Standort                      | Beschreibung |
| ---- | --------------- | ------------ | ----------------------------- | --- |
| BW   | Datei hochladen | Kellergasse  | KG: Dürnleis Standort         | Die einseitige Einzelkellergasse liegt an einer Geländekante südlich knapp außerhalb der Ortschaft. Sie besteht aus 42 Gebäuden, mehrheitlich giebelständig, und hat eine Länge von 400 Metern. Die älteste Datierung ist von 1914.                                                                                               |
| ja   | Datei hochladen | Heinreich    | KG: Dürnleis Standort         | Das Kellergassensystem liegt östlich außerhalb der Ortschaft in Hanglage bzw. teils in einem Graben. Es besteht aus 27 Gebäuden, mehrheitlich giebelständig, und hat eine Ausdehnung von etwa 70 mal 100 Metern. Die älteste Datierung ist von 1790.                                                                              |
| BW   | Datei hochladen |              | KG: Haslach Standort          | Die beidseitige Einzelkellergasse liegt in einem Graben bzw. einer Mulde am südwestlichen Ortsrand. Sie besteht aus sieben Gebäuden, davon drei in Schildmauerform, und hat eine Länge von 80 Metern. |
| BW   | Datei hochladen | Hintaus      | KG: Haslach Standort          | Die einseitige Einzelkellergasse liegt in teils in Hanglage, teils an einer Geländekante, im östlichen Hintaus. Sie besteht aus 36 Gebäuden, davon die Hälfte erneuerungsbedürftig, und hat eine Länge von 450 Metern. |
| BW   | Datei hochladen | Neustift     | KG: Kammersdorf Standort      | Die einseitige Einzelkellergasse liegt in Hanglage im östlichen Hintaus. Sie besteht aus 13 Gebäuden, davon etwa die Hälfte erneuerungsbedürftig, und hat eine Länge von 100 Metern. |
| BW   | Datei hochladen | Kellergasse  | KG: Kammersdorf Standort      | Die einseitige Einzelkellergasse liegt in einem Graben am südlichen Ortsrand. Sie besteht aus 38 mehrheitlich giebelständigen Gebäuden, davon knapp die Hälfte verfallen oder erneuerungsbedürftig, und hat eine Länge von 250 Metern.                                                                                            |
| BW   | Datei hochladen |              | KG: Kammersdorf Standort      | Die einseitige Einzelkellergasse liegt an einer Geländekante am südwestlichen Ortsrand. Sie besteht auf etwa 130 Metern Länge aus einem Dutzend Gebäuden in zwei kleinen Kellerensembles, die durch zwei neuere Bauten voneinander getrennt sind.                                                                                 |
| ja   | Datei hochladen | Kellergasse  | KG: Kleinsierndorf Standort   | Die beidseitige Einzelkellergasse liegt in einem Graben am nördlichen Ortsrand. Sie besteht aus 20 Gebäuden, davon etwa die Hälfte erneuerungsbedürftig oder verfallen, und hat eine Länge von 130 Metern. |
| BW   | Datei hochladen | Kellergasse  | KG: Kleinweikersdorf Standort | Die beidseitige Einzelkellergasse liegt in einem Graben am nördlichen Ortsrand. Sie besteht aus 58 Gebäuden, etwa die Hälfte giebelständig, und hat eine Länge von 300 Metern. Die älteste Datierung ist von 1878. |
| ja   | Datei hochladen | Schintagrube | KG: Kleinweikersdorf Standort | Die beidseitige Einzelkellergasse liegt in einem Graben am südwestlichen Ortsrand. Sie besteht aus 37 Gebäuden, etwa die Hälfte traufständig, und hat eine Länge von 150 Metern. |
| ja   | Datei hochladen | Hasengassl   | KG: Nappersdorf Standort      | Das Kellergassensystem besteht aus zwei einseitigen versetzt hintereinander liegenden Kellergassen südöstlich von Kirche und Friedhof. Es besteht aus 23 Gebäuden und hat eine Länge von 200 Metern. |
| ja   | Datei hochladen | Kellergasse  | KG: Nappersdorf Standort      | Das Kellergassensystem am östlichen Ortsrand besteht aus zwei einseitigen Kellerzeilen, die ovalförmig aufeinander zulaufen, und der knapp südlich davon liegenden einseitigen Kellerzeile an der Südseite der östlichen Ortsausfahrt. Es besteht aus 40 mehrheitlich giebelständigen Gebäuden und hat eine Länge von 500 Metern. |

| Foto:                    | Fotografie der Kellergasse (Gesamtheit). Klicken des Fotos erzeugt eine vergrößerte Ansicht. Daneben finden sich zwei Symbole: \| Weitere Bilder vorhanden \| Das Symbol bedeutet, dass weitere Fotos des Objekts verfügbar sind. Durch Klicken des Symbols werden sie angezeigt. \| \| Eigenes Foto hochladen \| Durch Klicken des Symbols können weitere Fotos des Objekts in das Medienarchiv Wikimedia Commons hochgeladen werden. \| |
| Name:                    | Bezeichnung der Kellergasse |
| Standort:                | Es ist die Katastralgemeinde (KG) angegeben. Durch Aufruf des Links Standort wird die Lage der Kellergasse in verschiedenen Kartenprojekten angezeigt. |
| Beschreibung             | Kurze Beschreibung der Kellergasse |
| Weitere Bilder vorhanden | Das Symbol bedeutet, dass weitere Fotos des Objekts verfügbar sind. Durch Klicken des Symbols werden sie angezeigt. |
| Eigenes Foto hochladen   | Durch Klicken des Symbols können weitere Fotos des Objekts in das Medienarchiv Wikimedia Commons hochgeladen werden. |